# Thelma Fardín

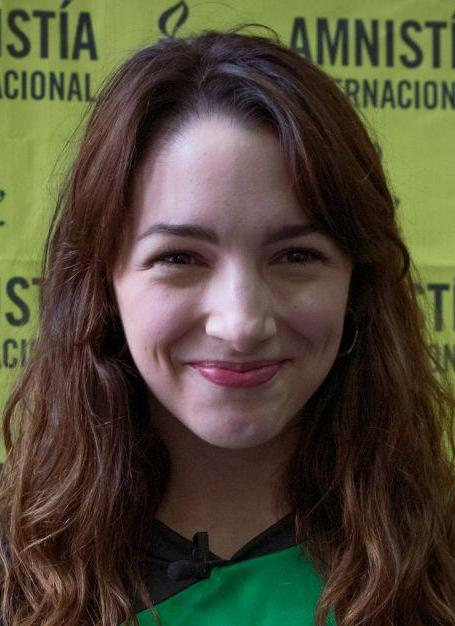
Thelma Fardín

Thelma Inés Fardin (geboren am 24. Oktober 1992 in Bariloche, Provinz Río Negro, Argentinien; auch bekannt als Thelma Fardín) ist eine argentinische Filmschauspielerin, Theaterschauspielerin und Model.

## Leben
Im Kindesalter zog sie nach Buenos Aires, wo sie im Alter von sieben Jahren in einer Schauspielschule angenommen wurde. Ihr Debüt im Fernsehen gab sie 1999 in der Seifenoper Cabecita, gemeinsam mit Agustina Cherri. Sie war auch Model, spielte im Theater, Film und trat in Fernsehwerbung für große Marken wie Coca-Cola und Kellogg’s auf. Bereits in jungen Jahren besuchte Fardín eine Akademie von Ana Pechman, einer anerkannten Vertreterin der Kinderschauspieler in den späten 1990er Jahren. Später spielte sie kleinere Rollen in „Los simuladores“, „Tiempo final“ und „La niñera“. Ihr endgültiger Durchbruch gelang ihr 2006 mit ihrem Auftritt in „Sos mi vida“. Dort spielte sie die Rolle der Adoptivtochter. 2007 trat sie als Josefina Beltrán in der Telenovela Patito feo auf. 2016 und 2017 trat sie auch in der Telenovela Soy Luna auf.
Sie spielte in zwölf TV-Serien, zwei Kurzfilm und drei Filmen mit.

## Filmografie
- 2002: Pretenders (TV Series, 1 Folge)
- 2003: Click
- 2003: Dádiva de un alma errante (Kurzfilm)
- 2006: Sos mi vida (TV-Serie, 44 Folgen)
- 2007–2008: Patito feo (TV-Serie, 163 Folgen)
- 2009: Consentidos (TV-Serie, 19 Folgen)
- 2011: Dance! (TV-Serie, 9 Folgen)
- 2011: Tiempo de pensar (TV-Serie, 1 Folge)
- 2013: Historias de corazón (TV-Mini-Serie, 1 Folge)
- 2013: El piensa ella piensa (Kurzfilm)
- 2014: Somos familia (TV-Serie, 25 Folgen)
- 2014: Guapas (2 Folgen)
- 2016: Conflictos modernos (TV-Mini-Serie, 1 Folge)
- 2017: Divina, está en tu corazón (59 Folgen)
- 2016–2017: Soy Luna (TV-Serie, 10 Folgen)
- 2019: Callcenter
- 2020: Giro de Ases
- 2021: La estrella roja
- 2022: Gritar (Musikvideo)
- 2022: Dos 20 (Miniserie, 1 Folge)